# ترگروم
ترگروم (به فرانسوی: Trégrom) یک کمون در فرانسه است که در Canton of Plouaret واقع شده‌است.

## خصوصیات
ترگروم ۱۶٫۶۴ کیلومترمربع مساحت و ۳۹۰ نفر جمعیت دارد.